# Прутенка
Пру́тенка — деревня в Торжокском районе Тверской области России, входит в состав Большесвятцовского сельского поселения.
Название по расположению деревни у зарослей прутняка (ивняк, лозняк, тальник) с оформлением типичным для топонимов уменьшительным суффиксом -онк/-енк.
Деревня расположена в центре региона, в северной части Торжокского района, на правом берегу реки Тверцы, примерно в 65 км к северо-западу от областного центра — города Твери, — 7,5 км к северу от районного центра — города Торжка — и 2 км к западу от федеральной автомагистрали «Россия» М10. Ближайшие населённые пункты — деревни Василёво, Митино и Прутня.
По сведениям 1859 года, — казённая деревня 2-го стана Новоторжского уезда Тверской губернии, при реке Тверце, в 12 верстах от уездного города и 27 верстах от становой квартиры, с 14 дворами, шлюзом и 156 жителями (74 мужчины, 82 женщины). В 1884 году — деревня Прутенского прихода Новоторжской волости Новоторжского уезда с 22 дворами и 137 жителями (71 мужчина, 66 женщин).
У деревни сохранились остатки каменного шлюза. Он был построен в 1709 году для обхода имевшихся на этом участке Тверцы речных порогов.

## Население
| 1859 | 1884 | 2002 | 2010 |
| ---- | ---- | ---- | ---- |
| 156  | ↘137 | ↘25  | ↗46  |